# Charles Lewinsky

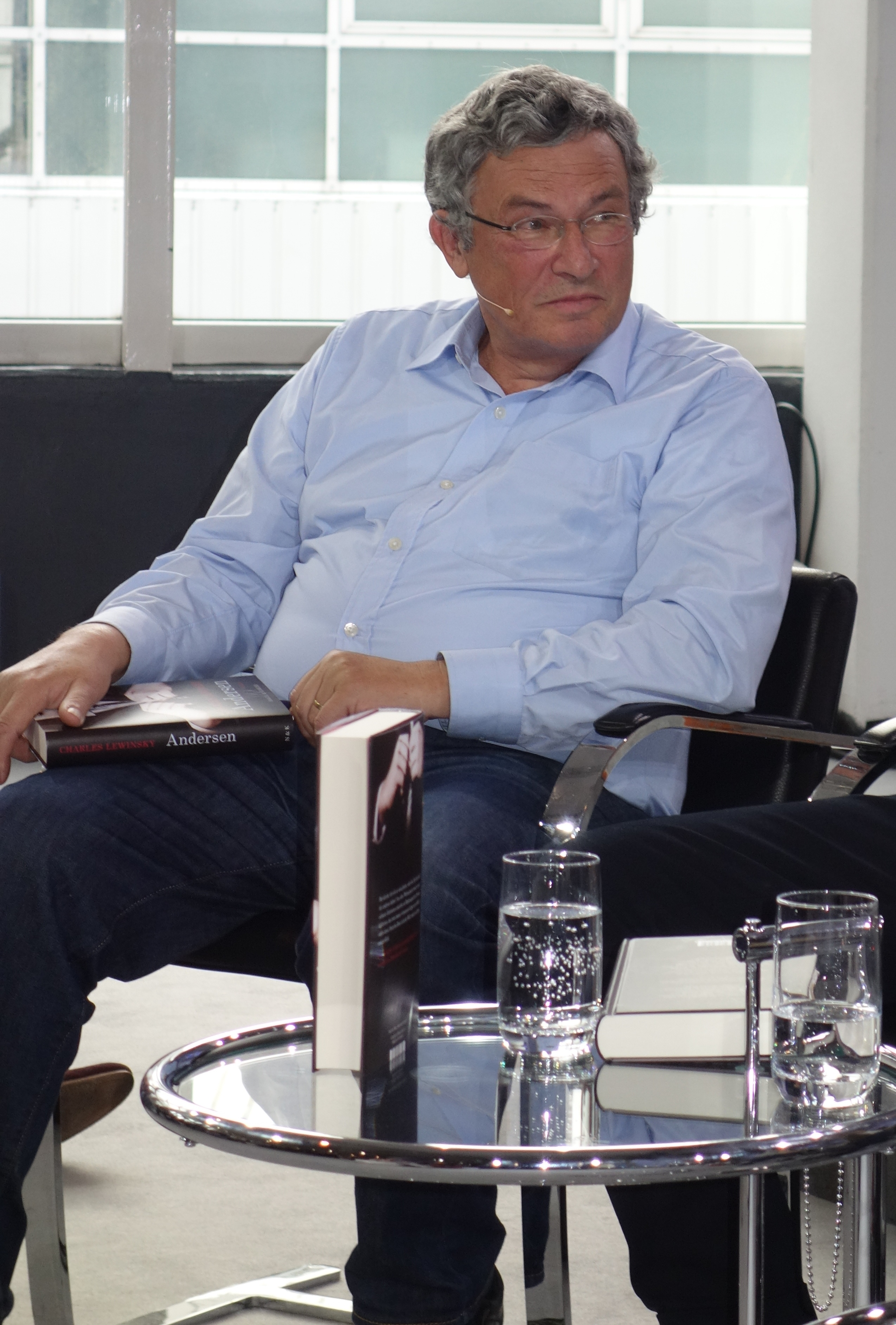
Charles Lewinsky (2016)

Charles Lewinsky (* 14. April 1946 in Zürich) ist ein Schweizer Drehbuchautor und Schriftsteller.

## Leben
Charles Lewinsky studierte Germanistik und Theaterwissenschaft in Zürich und Berlin. Er arbeitete als Regieassistent bei Fritz Kortner und als Dramaturg und Regisseur an verschiedenen Bühnen sowie als Redakteur und Leiter des Ressorts Wort-Unterhaltung des Schweizer Fernsehens. 1984 veröffentlichte er zusammen mit Doris Morf sein erstes Buch, die Polit-Fiktion Hitler auf dem Rütli. Es folgten weitere Bücher und Produktionen beim Schweizer Fernsehen, ARD und ZDF. In der Schweizer Öffentlichkeit wurde Lewinsky Mitte der 1990er Jahre als Autor der Sitcom Fascht e Familie bekannt; später folgten Fertig lustig und Bürgerbüro. Daneben schrieb er auch mehrere Hörspiele für das Schweizer Radio.
2001 erhielt er den Schillerpreis der Zürcher Kantonalbank für seinen Roman Johannistag. Weitere Anerkennung als Schriftsteller erwarb er sich 2006 mit der Familiensaga Melnitz, mit der Geschichte der Juden in der Schweiz zwischen 1871 und 1945 als Thema. Lewinsky hat zudem über 700 Liedtexte für verschiedene Komponisten geschrieben, unter anderem für Maja Brunner, die mit dem Lied Das chunnt eus spanisch vor 1987 den Grand Prix der Volksmusik gewinnen konnte. 2011 wurde er mit seinem Roman Gerron (über Kurt Gerron) für den Schweizer Buchpreis nominiert, 2014 erfolgte eine Nominierung für den Deutschen Buchpreis. 2016 wurde er mit seinem Roman Andersen erneut für den Schweizer Buchpreis nominiert. Sein Roman Der Halbbart stand 2020 auf der Longlist des Deutschen Buchpreises und wurde für den Schweizer Buchpreis nominiert.
Lewinsky ist jüdischer Herkunft, bezeichnet sich aber «nicht als Jude von Beruf». Er wohnt in Zürich und im französischen Vereux (nordwestlich von Besançon). Sein Archiv befindet sich seit 2012 im Schweizerischen Literaturarchiv in Bern.

## Werke

### Bücher
- mit Doris Morf: Hitler auf dem Rütli. Protokolle einer verdrängten Zeit. Unionsverlag, Zürich 1984; Neuausgabe: 2014, ISBN 978-3-293-00472-6.
- Galaktische Gartenzwerge und andere Sonntagsgeschichten. Unionsverlag, Zürich 1985, ISBN 3-293-00092-4.
- Mattscheibe. (= Haffmans-Taschenbuch, Band 139). Haffmans, Zürich 1991, ISBN 3-251-01139-1.
- Der A-Quotient. Theorie und Praxis des Lebens mit Arschlöchern. Haffmans, Zürich 1994; Haffmans bei Zweitausendeins, Frankfurt am Main 2011, ISBN 978-3-86150-846-5.
- Schuster! Roman einer Talkshow. Haffmans, Zürich 1997, ISBN 3-251-00369-0.
  - Taschenbuch-Ausgabe als Die Talkshow. Goldmann, München 1999, ISBN 3-442-44246-X, Lizenz des Haffmans-Verlags Zürich.
    - Mattscheibe. Talkshow. Zwei Fernseh-Romane. Haffmans bei Zweitausendeins, Frankfurt am Main 2008, ISBN 978-3-86150-817-5.
- Der Teufel in der Weihnachtsnacht. Haffmans, Zürich 1997; dtv, München 2013, ISBN 978-3-423-21472-8.
- Johannistag. Kriminalroman. Haffmans, Zürich 2000; dtv, München 2009, ISBN 978-3-423-13761-4.
- Ein ganz gewöhnlicher Jude. Rotbuch, Hamburg 2005; Rotbuch, Berlin 2007, ISBN 978-3-86789-005-2.
- Melnitz. Nagel & Kimche, Zürich 2006; dtv, München 2007, ISBN 978-3-423-13592-4.
- mit Jacob Stickelberger: Gipfelkonferänz. Monatslieder. Nagel & Kimche, Zürich 2007, ISBN 978-3-312-00394-5.
- Einmal Erde und zurück. Der Besuch des alten Kindes. Atlantis, Zürich 2007; dtv, München 2009, ISBN 978-3-423-62401-5.
- Zehnundeine Nacht. Erzählungen. Nagel & Kimche, Zürich 2008, ISBN 978-3-312-00419-5; dtv, München 2013, ISBN 978-3-423-14175-8.
- Doppelpass. Ein Fortsetzungsroman. Nagel & Kimche, Zürich 2009, ISBN 978-3-312-00444-7; dtv, München 2012, ISBN 978-3-423-14148-2.
- mit Andreas Gefe: Zwei mal zwei. Comic. Edition Moderne, Zürich 2011, ISBN 978-3-03-731084-7.
- Gerron. Roman. Nagel & Kimche, Zürich 2011, ISBN 978-3-312-00478-2; dtv, München 2013, ISBN 978-3-423-14250-2.
- Falscher Mao, echter Goethe. 48 Glossen über Bücher und Büchermacher. NZZ Libro, Zürich 2012, ISBN 978-3-03823-754-9.
- Schweizen. 24 Zukünfte. Nagel & Kimche, Zürich 2013, ISBN 978-3-312-00555-0.
- Kastelau. Roman. Nagel & Kimche, München 2014. ISBN 978-3-312-00640-3; dtv, München 2015, ISBN 978-3-423-14465-0.
- Andersen. Roman. Nagel & Kimche, München 2016, ISBN 978-3-312-00689-2.
- Der Wille des Volkes. Kriminalroman. Nagel & Kimche, München 2017, ISBN 978-3-312-01037-0.
- Der Stotterer. Roman. Diogenes, Zürich 2019, ISBN 978-3-257-60957-8.[2]
- Der Halbbart. Roman. Diogenes, Zürich 2020, ISBN 978-3-257-07136-8.
- Sind Sie das? Eine Spurensuche (autobiografisch). Diogenes, Zürich 2021, ISBN 978-3-257-07111-5.
- Sein Sohn. Roman. Diogenes, Zürich 2022, ISBN 978-3-257-07210-5.
- Rauch und Schall. Roman. Diogenes, Zürich 2023, ISBN 978-3-257-07259-4.
- Täuschend echt. Roman. Diogenes, Zürich 2024, ISBN 978-3-257-07306-5.

### Theaterstücke
- Plausch in Züri. Cabaret-Revue mit Hans Gmür. UA: 1983
- Drei Männer im Schnee (nach Erich Kästner). UA: 1984
- Potztuusig! Zweituusig! Cabaret-Revue mit Hans Gmür. UA: 1985
- Der gute Doktor Guillotin. UA: Zürich 1992
- Ganz e feini Familie. UA: Basel 2000
- Freunde, das Leben ist lebenswert. UA: Karlsruhe, 2001
- Welt im Spiegel (nach Texten von Robert Gernhardt). UA: Winterthur 2002
- Fremdi Fötzel. UA: Basel 2003
- Abdankung (mit Patrick Frey). UA: Winterthur 2004
- Heimat, Sweet Heimat. UA: Wien 2006
- Tie Break. UA: Winterthur 2009
- Ein ganz gewöhnlicher Jude.
- Ein Heimspiel. UA: Stuttgart 2010

Lewinsky hat zusammen mit dem Autor und Übersetzer Siegfried Ostermeier unter dem gemeinsamen Pseudonym Lewis Easterman mehrere Komödien geschrieben:
- Alles erfunde!
- Diskretion Ehrensache
- Hausfreunde
- Huusfründe
- Jümmer Diskret
- Not macht erfinderisch

### Musicals
- Deep (Musik: Markus Schönholzer). UA: Zürich 2002
- Gotthelf – Das Musical. UA: 2011
- Oh läck Du mir! Ein Schweizer Musical mit den legendären Songs von Trio Eugster. UA: 2022[4]

## Filmografie
- 1992: Happy Holiday, ARD
- 1994–1996 Florida Lady, ZDF
- 1994–1999: Fascht e Familie, Sitcom, SF
- 1998: Das Traumschiff: Argentinien, ZDF
- 2000–2002: Fertig lustig, Sitcom, SF
- 2001: Die fabelhaften Schwestern, ZDF
- 2002: Bürgerbüro, Sitcom, SF
- 2005: Das geheime Leben meiner Freundin, ZDF
- 2005: Ein ganz gewöhnlicher Jude, ARD
- 2005: Die Sonnenuhr, ZDF
- 2007: Einsatz in Hamburg – Mord nach Mitternacht, ZDF